# Adryelson
Adryelson, pseudonimo di Adryelson Shawann Lima Silva (Barão de Grajaú, 12 marzo 1998), è un calciatore brasiliano, difensore dell'Al-Wasl.

## Caratteristiche tecniche
È un difensore centrale.

## Carriera

### Club
Cresciuto nel settore giovanile dello Sport Recife, ha esordito in prima squadra il 5 aprile 2015 in occasione del match del Campionato Pernambucano pareggiato 1-1 contro il Santa Cruz.
Il 5 gennaio 2024 viene acquistato dai francesi dell'Olympique Lione per la cifra di 3,58 milioni di euro più la clausola del 50% su una futura cessione. Dopo soli 9 mesi, il 2 settembre 2024 fa ritorno al Botafogo, questa volta in prestito.
Il 15 gennaio 2025 passa in prestito all'Anderlecht.
Il 17 luglio 2025 ritorna all'Al-Wasl.

### Nazionale
Ha giocato nella nazionale brasiliana Under-17.

## Palmarès

### Competizioni internazionali
- Coppa Libertadores: 1

Botafogo: 2024

### Competizioni nazionali
- Campionato brasiliano: 1

Botafogo: 2024